# 뷰소닉

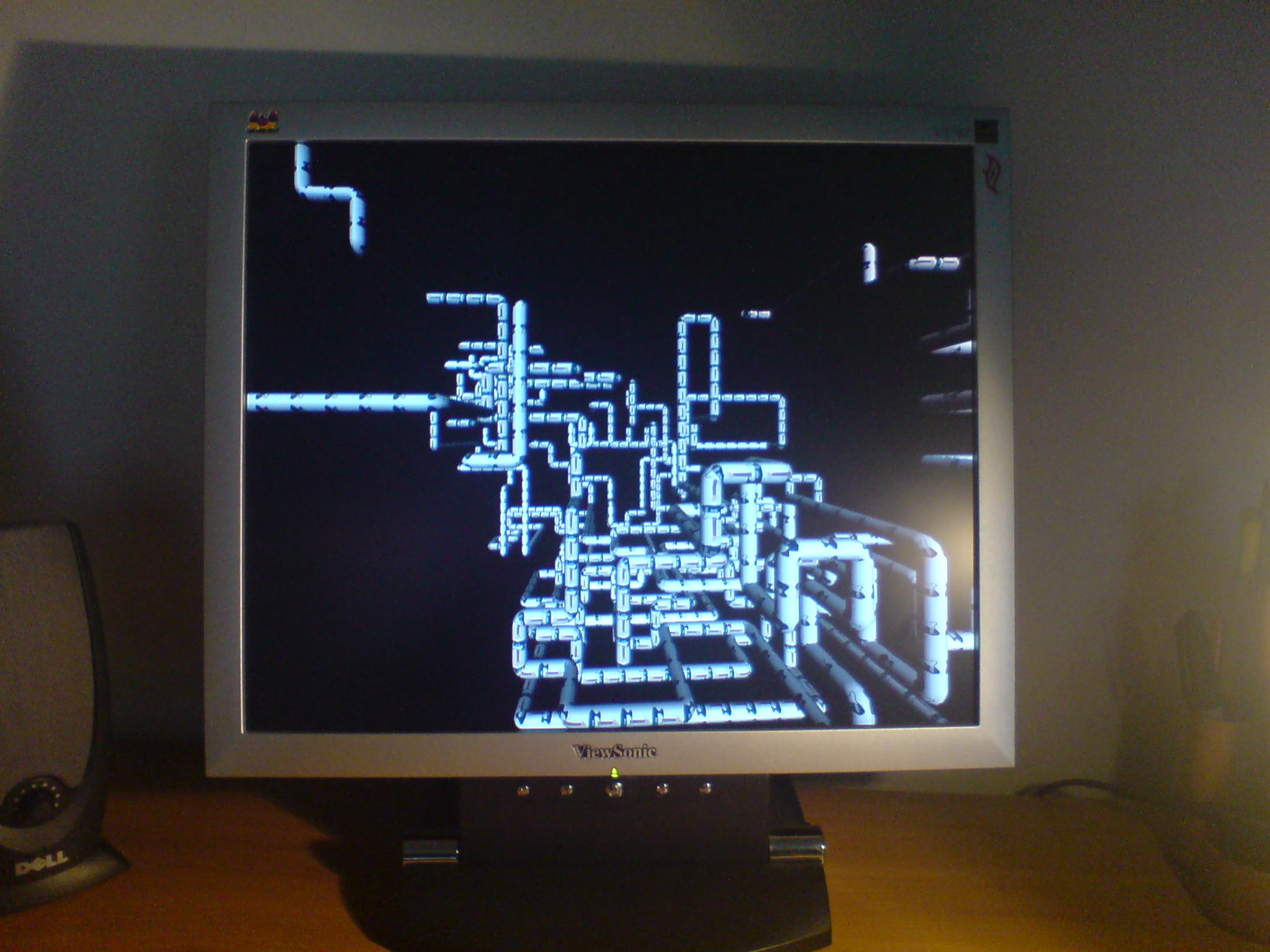
뷰소닉 17인치 LCD 모니터

뷰소닉(ViewSonic) 또는 뷰소닉 코퍼레이션(ViewSonic Corporation)은 타이완계 미국 사유 기업이자 다국적 전자기업이다. 본사는 미국 캘리포니아주 브레아에 위치해 있으며 연구개발센터는 중화민국 신베이시에 위치해 있다.
이 기업은 1987년 키포인트 테크놀로지 코퍼레이션(Keypoint Technology Corporation)이라는 사명으로 제임스 추에 의해 설립되었으며 1990년 시작된 모니터의 브랜드명을 따라 1993년 현재의 사명으로 변경되었다. 오늘날 뷰소닉은 시각 디스플레이 하드웨어를 전문으로 하며 여기에는 액정 디스플레이, 영상 프로젝터, 인터랙티브 화이트보드, 디지털 화이트보딩 소프트웨어 등이 있다. 이 기업에 참여하는 시장은 3곳이다: 교육, 기업, 엔터테인먼트.

## 운영 지역
뷰소닉의 본사는 미국 캘리포니아주 브레아에 있으며 연구개발센터는 중화민국 신베이시에 위치해 있다. 2021년 기준으로 뷰소닉은 전 세계에 사무소를 두고 판매 중이며, 여기에는 캐나다, 독일, 영국, 프랑스, 러시아, 이탈리아, 우크라이나, 튀르키예, 스페인, 스웨덴, 그리스, 스위스, 오스트레일리아, 중화민국, 말레이시아, 인도, 대한민국, 아랍에미리트, 싱가포르, 일본, 미국 등이 있다.

## 같이 보기
- 컴퓨터 시스템 제조업체 목록